# Protostegidae
Die Protostegidae sind eine ausgestorbene Familie von Schildkröten (Testudines), welche gemeinsam mit den heute noch existierenden Meeresschildkröten (Cheloniidae) und Lederschildkröten (Dermochelyidae) die Meeresschildkrötenverwandten (Chelonioidea) bilden.
Bislang sind Fossilien von Vertretern fünf unterschiedlicher Gattungen bekannt. Dazu gehören die Arten der Gattungen Santanachelys, Notochelone, Desmatochelys, Chelosphargis und die namensgebende Protostega. Das älteste bislang gefundene Fossil dieser Gruppe ist Santanachelys gaffneyi aus der Santana-Formation in Ostbrasilien. Es stammt aus der frühen Kreidezeit und ist etwa 110 Millionen Jahre alt. Der größte Vertreter dieser Gruppe ist die bis zu 4,5 m lange Archelon aus der Oberkreide (Campan) Nordamerikas.

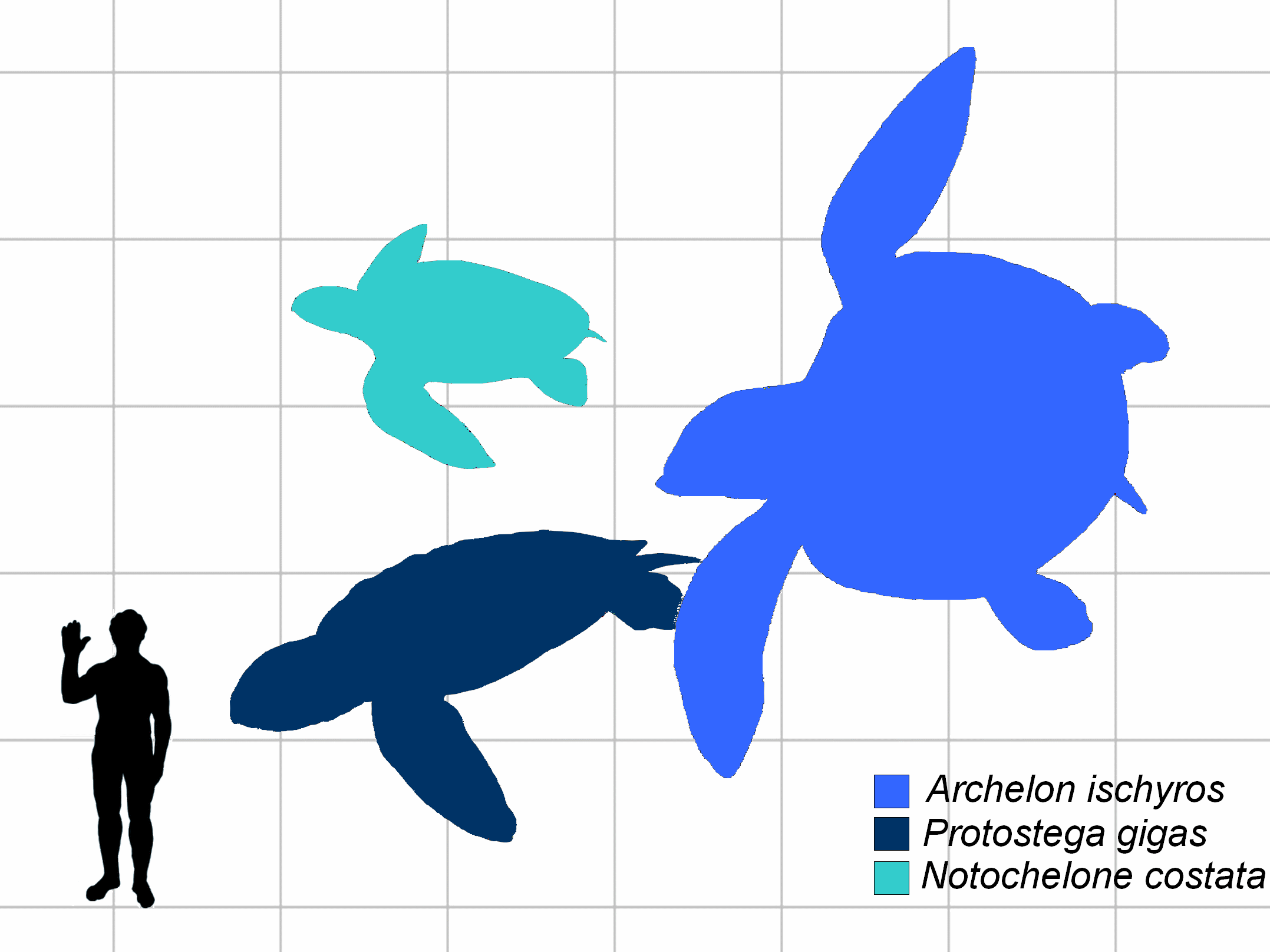
Größenvergleich von Archelon, Notochelone und Protostega

## Systematik
Aufgrund eines Vergleiches von insgesamt 104 Merkmalen der Skelette verschiedener ausgestorbener und heute noch lebender Meeresschildkrötenverwandter und einiger Arten außerhalb dieses Taxons (Außengruppenvergleich) wurde von dem Erstbeschreiber der Art Santanachelys gaffneyi eine kladistische Stammbaumanalyse durchgeführt, um sie innerhalb des Systems der Meeresschildkröten einzuordnen. Die Analyse wurde unter Zuhilfenahme der als PAUP (phylogenetic analysis using parsimony) bekannten Software durchgeführt und kam zu dem folgenden Ergebnis (vereinfacht), nach dem auch die Verwandtschaftsverhältnisse innerhalb der Protostegidae aufgeklärt werden:
| Protostegidae           | \| \| Santanachelys gaffneyi \| \| \| \| \| \| Archelon ischyros \| \| \| \| \| \| andere Protostegidae (Notochelone, Desmatochelys) \| \| Vorlage:Klade/Wartung/3 \| \| |
|                         | \| \| Santanachelys gaffneyi \| \| \| \| \| \| Archelon ischyros \| \| \| \| \| \| andere Protostegidae (Notochelone, Desmatochelys) \| \| Vorlage:Klade/Wartung/3 \| \| |
|                         | Lederschildkröten (Dermochelyidae) |
|                         | |
|                         | Santanachelys gaffneyi |
|                         | |
|                         | Archelon ischyros |
|                         | |
|                         | andere Protostegidae (Notochelone, Desmatochelys) |
| Vorlage:Klade/Wartung/3 | |

|                         | Santanachelys gaffneyi                            |
|                         |                                                   |
|                         | Archelon ischyros                                 |
|                         |                                                   |
|                         | andere Protostegidae (Notochelone, Desmatochelys) |
| Vorlage:Klade/Wartung/3 |                                                   |

| Protostegidae           | \| \| Santanachelys gaffneyi \| \| \| \| \| \| Archelon ischyros \| \| \| \| \| \| andere Protostegidae (Notochelone, Desmatochelys) \| \| Vorlage:Klade/Wartung/3 \| \| |
|                         | \| \| Santanachelys gaffneyi \| \| \| \| \| \| Archelon ischyros \| \| \| \| \| \| andere Protostegidae (Notochelone, Desmatochelys) \| \| Vorlage:Klade/Wartung/3 \| \| |
|                         | Lederschildkröten (Dermochelyidae) |
|                         | |
|                         | Santanachelys gaffneyi |
|                         | |
|                         | Archelon ischyros |
|                         | |
|                         | andere Protostegidae (Notochelone, Desmatochelys) |
| Vorlage:Klade/Wartung/3 | |

|                         | Santanachelys gaffneyi                            |
|                         |                                                   |
|                         | Archelon ischyros                                 |
|                         |                                                   |
|                         | andere Protostegidae (Notochelone, Desmatochelys) |
| Vorlage:Klade/Wartung/3 |                                                   |